# 2012: 슈퍼노바
《2012: 슈퍼노바》(2012: Supernova)는 미국에서 제작된 앤서니 팽크하우저 감독의 2009년 액션, SF 영화이다. 브라이언 크로즈 등이 주연으로 출연하였고 데이빗 마이클 랫 등이 제작에 참여하였다.

## 출연

### 주연
- 브라이언 크로즈
- 히더 맥콤

### 조연
- 나자라 타운젠드
- 앨루라 리
- 앨런 포
- 론데일 테우스
- 스티븐 슈나이더
- 롭 울렛
- 다나 토마스코
- 릭 L. 딘
- 피트 엔젤리쿠스
- 윌리엄 조셉 허친스
- 더그 뉴먼
- 제프 크랩트리
- 마우스 잭슨
- J. 데드맨
- 헨릭 EJ 허미즈
- 말콤 스콧
- 브릿 소더버그
- 앤드류 페티
- 브라이언 도즈
- 도로시 드러리
- 스태포드 밀스
- 케빈 애쉬워스
- 스티븐 블랙하트
- 매튜 파햇
- 멜리사 오스본
- 닉 샤쿠어
- 윌리엄 케네디
- 크리스토퍼 르덕
- 다니엘 머레이
- 샘 가르시아
- 세르지오 알바라도
- 베르너 A. 곤잘레즈
- 프레디 에스코베다
- 제이콥 바에자
- 버체널 벤턴
- 트리 오툴

## 기타
- 라인프로듀서: 스티븐 피스크
- 협력프로듀서: 폴 베일스
- 조감독: 버체널 벤턴
- 조감독: 레이첼 골덴버그
- 미술: 브렌트 터너
- 의상: 니콜 휴잇
- 분장부문: 메건 니콜
- 분장부문: 발레리 K. 가르시아
- 배역: 주드 터커 피츠모리스
- 프로덕션매니저: 마이클 C. 파리시
- 프로덕션매니저: 마크 쿠오드
- 프로덕션매니저: 주드 터커 피츠모리스